# Bartolomé Mitre
Bartolomé Mitre Martinez (Buenos Aires, 26 de junho de 1821 — Buenos Aires, 19 de janeiro de 1906) foi um político, escritor e militar argentino, foi presidente da Argentina de 1862 a 1868.
Filho de Ambrosio Estanislao de la Concepción Mitre e Josefa Martínez Whertherton, seus irmãos eram Emilio e Federico.
Seu pai era um descendente do veneziano de origem grega Ventura Demetrio Mitropoulos - sobrenome original da família - que chegou a Buenos Aires no final do século XVII.
Em 1848, ocorreu uma revolução na Bolívia, e Mitre foi desterrado. Viajou ao Peru e em seguida ao Chile, onde atuou no jornalismo como co-redator de Juan Bautista Alberdi, que era o diretor do El Comercio de Valparaíso. Nesta cidade, publica Manuel Blanco Encalada e Thomas Cochrane.
Mais tarde, escreve no El Progreso, diário criado por Sarmiento, no qual prega a indivisibilidade territorial da soberania dos países das Américas, defende o direito de livre pensamento para os estrangeiros (sempre que não atentassem contra a soberania dos países que os acolhiam). A oposição de intelectuais e jornalistas para a guerra levou Mitre a declarar um estado de emergência em todo o país, o que lhe permitiu perseguir aqueles que se manifestavam contra a guerra, e, na prática, aqueles que criticavam o governo em qualquer olhar, e impor a censura pesada em jornais da oposição.
Regressou à Argentina liderando o levante da Província de Buenos Aires contra o sistema federal de Justo José de Urquiza, e ocupou diversos cargos de relevância no governo provincial depois que a cidade de Buenos Aires foi separada da Província.

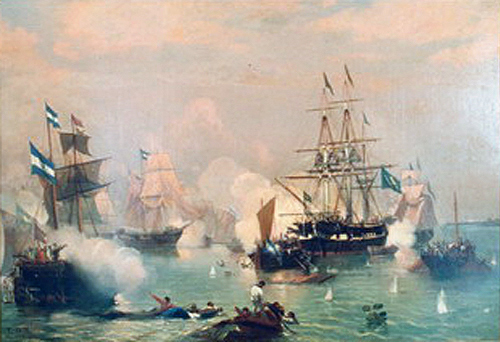
Guerra do Paraguai.

Em 12 de outubro de 1862 Mitre tomou posse como presidente. A posição de Mitre, em relação aos países latino-americanos, foi de completa indiferença quando seu governo foi convidado para participar do Congresso Pan-Americano de 1862, em resposta à invasão francesa do México e a anexação espanhola de Santo Domingo. Mitre recusou-se a nomear um representante oficial. Mitre acreditava que seu dever era exportar liberalismo econômico para as províncias, e também achou necessário impor aos países vizinhos. Mitre explicou em um discurso que impor o liberalismo econômico no Paraguai havia sido sua principal motivação para se juntar a guerra.

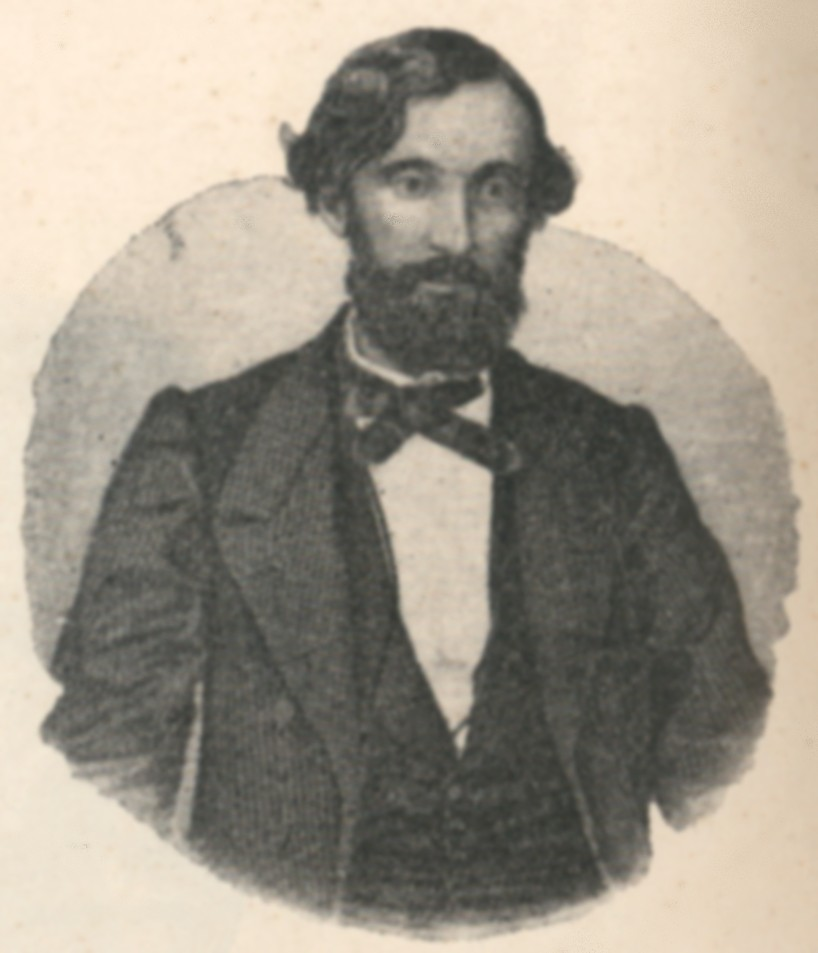
Mitre.

Durante sua presidência, teve início a Guerra do Paraguai, conflito em que a Argentina, aliada a Brasil e Uruguai, enfrentou o Paraguai. Também foi chamada de Guerra da Tríplice Aliança pelos argentinos e Grande Guerra pelos paraguaios. A guerra contra o Paraguai gerou fortes protestos sociais da cidadania. A oposição de intelectuais e jornalistas à guerra, levou Mitre a processar aqueles que se manifestavam contra a guerra e censurar jornais adversários. Em 1868, Mitre entregou a presidência ao seu sucessor Sarmiento.
Como biógrafo, escreveu, dentre outras, a História de San Martín. Traduziu também ao espanhol a Eneida, de Virgílio, e a Divina Comédia, de Dante. O seu jornal também traduziu para o espanhol em 1906 o livro Esaú e Jacó, de Machado de Assis. Também foi fundador do La Nación.